# Нижнє Кривцово
Нижнє Кривцово (рос. Нижнее Кривцово) — присілок в Ветлузькому районі Нижньогородської області Російської Федерації.
Населення становить 6 осіб. Входить до складу муніципального утворення Макар'євська сільрада.

## Історія
Від 2009 року входить до складу муніципального утворення Макар'євська сільрада.

## Населення
| 1999 | 2002 | 2010 |
| ---- | ---- | ---- |
| 7    | ↘5   | ↗6   |